# Liste der Staatsoberhäupter 1514
Übersicht
◄◄ | ◄ | 1510 | 1511 | 1512 | 1513 | Liste der Staatsoberhäupter 1514 | 1515 | 1516 | 1517 | 1518 | ► | ►►

Weitere Ereignisse

## Afrika
- (Abdalwadiden) (im heutigen West-Algerien, Hauptstadt Tlemcen)
  - Sultan: Abu Abdallah Muhammad VIII. (1504–1517)

- Adal
  - Sultan: Muhammad ibn Azhar ad-Din (1488–1518)

- Ägypten (Burdschiyya-Dynastie)
  - Sultan: Al Aschraf Qansuh II. Al-Ghuri (1501–1516)

- Äthiopien
  - Kaiser (Negus Negest): David II. (1508–1540)

- Bornu (im heutigen Niger) Sefuwa-Dynastie
  - König/Mai: Idris II. (1497–1515)

- Ifriqiya (Ost-Algerien, Tunesien) (Hafsiden)
  - Kalif: Muhammad V. (1493–1526)

- Jolof (im heutigen Senegal)
  - Buur-ba Jolof: Bukaar Biye-Sungule (1492–1527)

- Kano
  - Emir: Muhammad Kisoki (1509–1565)

- Kongo
  - Mani-Kongo: Afonso I. (1509–1545)

- Marokko
  - Wattasiden (im Norden)
    - Sultan: Abdallah Muhammad (1505–1524)

  - Saadier (im Süden)
    - Sultan: Abu Abdallah al-Qaim (1511–1517)

- Munhumutapa-Reich
  - Herrscher: Kakuyo Komunyaka (1494–um 1530)

- Sultanat von Sannar (im heutigen Sudan)
  - Sultan: Amara Dunqas (1503–1533/34)

- Songhaireich (in Westafrika)
  - Herrscher: Mohommed Ture der Große (1493–1528)

## Amerika
- Aztekenreich
  - Tlatoani: Moctezuma II. (1502–1520)

- Inkareich
  - König: Huayna Cápac (1493–1527)

## Asien
- China (Ming-Dynastie)
  - Kaiser: Zhengde (1505–1521)

- Indien
  - Ahom (Assam)
    - König: Suhungmung (1497–1539)

  - Dekkan-Sultanate (in Zentralindien)
    - Ahmadnagar
      - Sultan: Burhan Shah I. (1510–1553)

    - Berar
      - Sultan: Aladdin Imad Shah (1504–1529)

    - Bidar
      - Sultan: Amir Barid I. (1504–1542)

    - Bijapur
      - Sultan: Ismail Adil Shah (1510–1534)

  - Delhi
    - Sultan: Sikandar II. Lodi (1489–1517)

  - Vijayanagar (in Südindien)
    - König: Krishnadeva Raya (1509–1529)

- Japan
  - Kaiser: Go-Kashiwabara (1500–1526)
  - Shōgun (Ashikaga): Ashikaga Yoshitane (1490–1493) (1508–1521)

- Korea (Joseon-Dynastie)
  - König: Jungjong (1506–1544)

- Osmanisches Reich: siehe Europa

- Persien (Safawiden-Dynastie)
  - Schah: Ismail I. (1501–1524)

- Thailand
  - König: Rama Thibodi II. (1491–1529)

- Vietnam (Hậu Lê Dynastie)
  - König: Lê Tương Dực (1510–1516)

## Europa
- Andorra
  - Co-Fürsten:
    - König von Navarra:
      - Katharina von Navarra (1483–1517)
      - Johann III. (1512–1516)

    - Bischof von Urgell: Pere de Cardona (1472–1515)

- Dänemark (1397–1523 Personalunion mit Norwegen und Schweden Kalmarer Union)
  - König: Christian II. (1513–1523)

- Deutschordensstaat
  - Hochmeister: Albrecht von Brandenburg-Ansbach (1510–1525)

- England
  - König: Heinrich VIII. (1509–1547) (ab 1541 auch in Irland)

- Frankreich
  - König: Ludwig XII. (1498–1515)
  - Bretagne
    - Herzogin: Anna (1488–1514)
    - Herzogin: Claude de France (1514–1524)

- Heiliges Römisches Reich
  - König: Maximilian I. (1486/93–1519) (ab 1508 Kaiser)
  - Kurfürstentümer
    - Erzstift Köln
      - Erzbischof: Philipp von Daun (1508–1515)

    - Erzstift Mainz
      - Erzbischof: Uriel von Gemmingen (1508–1514)
      - Erzbischof: Albrecht von Brandenburg (1514–1545) (1513–1545 Erzbischof von Magdeburg, 1513–1543 Administrator von Halberstadt)

    - Erzstift Trier
      - Erzbischof: Richard von Greiffenklau zu Vollrads (1511–1531)

    - Böhmen
      - König: Vladislav II. (1471–1516)

    - Brandenburg
      - Kurfürst: Joachim I. Nestor (1499–1535)

    - Kurpfalz
      - Kurfürst: Ludwig V. (1508–1544)

    - Sachsen (Ernestiner)
      - Kurfürst: Friedrich III. der Weise (1486–1525)

  - geistliche Fürstentümer
    - Hochstift Augsburg
      - Bischof: Heinrich von Lichtenau (1505–1517)

    - Hochstift Bamberg
      - Bischof: Georg Schenk von Limpurg (1505–1522)

    - Hochstift Basel
      - Bischof: Christoph von Utenheim (1503–1527)

    - Erzstift Besançon
      - Erzbischof: Antoine de Vergy (1502–1541)

    - Hochstift Brandenburg
      - Bischof: Hieronymus Schulz (1507–1521) (1521–1522 Bischof von Havelberg)

    - Erzstift Bremen
      - Erzbischof: Christoph von Braunschweig-Wolfenbüttel (1511–1558) (1502–1558 Bischof von Verden)

    - Hochstift Brixen
      - Bischof: Christoph von Schroffenstein (1509–1521)

    - Erzstift Cambrai
      - Bischof: Jacques de Croÿ (1503–1516)

    - Hochstift Cammin
      - Bischof: Martin Karith (1498–1521)

    - Hochstift Chur
      - Bischof: Paul Ziegler (1505–1541) (bis 1509 Administrator)

    - Abtei Corvey
      - Abt: Franz von Ketteler (1504–1547)

    - Hochstift Eichstätt
      - Bischof: Gabriel von Eyb (1496–1535)

    - Fürstpropstei Ellwangen
      - Propst: Albrecht VI. Thumb von Neuburg (1503–1521)

    - Hochstift Freising
      - Bischof: Philipp von der Pfalz (1499–1541) (1497–1499 Administrator von Freising, 1517–1541 Administrator von Naumburg)

    - Abtei Fulda
      - Abt: Hartmann II. von Kirchberg (1513–1529)

    - Hochstift Genf
      - Bischof: Johann von Savoyen (1513–1522)

    - Hochstift Halberstadt
      - Administrator: Albrecht von Brandenburg (1513–1545) (1499–1513 Markgraf von Brandenburg, 1513–1545 Erzbischof von Magdeburg, 1514–1545 Erzbischof von Mainz)

    - Hochstift Havelberg
      - Bischof: Johannes von Schlabrendorff (1501–1520)

    - Hochstift Hildesheim
      - Bischof: Johannes von Sachsen-Lauenburg (1503/4–1527)

    - Fürststift Kempten
      - Abt: Johann Rudolf von Raitenau (1507–1523)

    - Hochstift Konstanz
      - Bischof: Hugo von Hohenlandenberg (1496–1530, 1531–1532)

    - Hochstift Lausanne
      - Bischof: Aymon de Montfalcon (1491–1517) (1497–1509 Administrator von Genf)

    - Hochstift Lübeck
      - Bischof: Johannes Grimholt (1510–1523)

    - Hochstift Lüttich
      - Bischof: Érard de La Marck (1506–1538)

    - Erzstift Magdeburg
      - Erzbischof: Albrecht von Brandenburg (1513–1545) (1499–1513 Markgraf von Brandenburg, 1513–1545 Administrator von Halberstadt, 1514–1545 Erzbischof von Mainz)

    - Hochstift Meißen
      - Bischof: Johann von Saalhausen (1486/7–1518)

    - Hochstift Merseburg
      - Bischof: Thilo von Trotha (1466–1514)
      - Bischof: Adolf von Anhalt (1514–1526)

    - Hochstift Metz
      - Bischof: Jean de Lorraine (1505–1530) (1530–1547 Administrator von Metz, 1547–1550 Bischof von Metz; 1517–1524 Administrator von Toul, 1533–1537, 1542–1543 Bischof von Toul, 1523–1544 Bischof von Verdun)

    - Hochstift Minden
      - Bischof: Franz von Braunschweig-Wolfenbüttel (1508–1529)

    - Hochstift Münster
      - Bischof: Erich von Sachsen-Lauenburg (1508–1522) (1502–1503 Bischof von Hildesheim)

    - Hochstift Naumburg
      - Bischof: Johann von Schönberg (1492–1517)

    - Hochstift Osnabrück
      - Bischof: Erich von Braunschweig-Grubenhagen (1508–1532) (1532 Bischof von Münster, 1508/9–1532 Bischof von Paderborn)

    - Hochstift Paderborn
      - Bischof: Erich von Braunschweig-Grubenhagen (1508/9–1532) (1532 Bischof von Münster, 1508–1532 Bischof von Osnabrück)

    - Hochstift Passau
      - Bischof: Wiguleus Fröschl von Marzoll (1500–1517)

    - Hochstift Ratzeburg
      - Bischof: Heinrich Bergmeier (1511–1524)

    - Hochstift Regensburg
      - Administrator: Johann von der Pfalz (1507–1538)

    - Erzstift Salzburg
      - Erzbischof: Leonhard von Keutschach (1495–1519)

    - Hochstift Schwerin
      - Bischof: Peter Wolkow (1508–1516)

    - Hochstift Sitten
      - Bischof: Matthäus Schiner (1499–1522)

    - Hochstift Speyer
      - Bischof: Georg von der Pfalz (1513–1529)

    - Hochstift Straßburg
      - Bischof: Wilhelm von Hohnstein (1506–1541)

    - Hochstift Toul
      - Bischof: Hugues des Hazards (1506–1517)

    - Hochstift Trient
      - Bischof: Georg von Neideck (1505–1514)
      - Bischof: Bernhard von Cles (1514–1539) (1539 Bischof von Brixen)

    - Hochstift Utrecht
      - Bischof: Friedrich von Baden (1496–1517)

    - Hochstift Verden
      - Bischof: Christoph von Braunschweig-Wolfenbüttel (1502–1558) (1500–1511 Koadjutor von Bremen, 1511–1558 Erzbischof von Bremen)

    - Hochstift Verdun
      - Bischof: Louis de Lorraine (1508–1522)

    - Hochstift Worms
      - Bischof: Reinhard von Rüppurr (1504–1524/33)

    - Hochstift Würzburg
      - Bischof: Lorenz von Bibra (1495–1519)

  - weltliche Fürstentümer
    - Baden
      - Markgraf: Christoph I. (1475–1515)

    - Bayern (gemeinsame Herrschaft 1514–1545)
      - Herzog: Wilhelm IV. (1508–1550) (in München)
      - Herzog: Ludwig X. (1514–1545) (in Landshut)

    - Brandenburg-Ansbach (Personalunion mit Kulmbach 1495–1515)
      - Markgraf: Friedrich II. der Ältere (1486–1515)

    - Brandenburg-Kulmbach (Personalunion mit Ansbach 1495–1515)
      - Markgraf: Friedrich II. der Ältere (1495–1515)

    - Herzogtum Braunschweig-Lüneburg
      - Fürstentum Calenberg(-Göttingen)
        - Herzog: Erich I. (1495–1540)

      - Fürstentum Grubenhagen
        - Herzog: Philipp I. (1485–1551)

      - Fürstentum Lüneburg
        - Herzog: Heinrich I. der Mittlere (1486–1520)

      - Fürstentum Braunschweig-Wolfenbüttel
        - Herzog: Heinrich I. der Ältere (1491–1514)
        - Herzog: Heinrich II. der Jüngere (1514–1568)

    - Hanau
      - Hanau-Lichtenberg
        - Graf: Philipp III. (1504–1538)

      - Hanau-Münzenberg
        - Graf: Philipp II. (1512–1529)

    - Hessen
      - Landgraf: Philipp I. der Großmütige (1509–1567)

    - Hohenzollern
      - Graf: Eitel Friedrich III. (1512–1525)

    - Jülich-Berg(-Ravensberg)
      - Herzog: Johann der Friedfertige (1511–1539) (ab 1521 auch Herzog von Kleve-Mark)

    - Kleve-Mark
      - Herzog: Johann II. (1481–1521)

    - Lippe
      - Herr: Simon V. (1511–1536) (ab 1528 Graf)

    - Lothringen
      - Herzog: Anton II. (1508–1544)

    - Mecklenburg (1503–1520 gemeinsame Herrschaft)
      - Herzog: Heinrich V. (1503–1552) (in Schwerin)
      - Herzog: Albrecht VII. (1503–1547) (in Güstrow)

    - Nassau
      - ottonische Linie
        - Nassau-Beilstein
          - Graf: Johann III. (1513–1561)

        - Nassau-Breda
          - Graf: Heinrich III. (1504–1538)

        - Nassau-Dillenburg
          - Graf: Johann V. (1475–1516)

      - walramische Linie
        - Nassau-Saarbrücken
          - Graf: Johann Ludwig I. (1472–1545)

        - Nassau-Weilburg
          - Graf: Ludwig I. (1492–1523)

        - Nassau-Wiesbaden
          - Graf: Philipp, der Ältere (1511–1558)

    - Oldenburg
      - Graf: Johann V. (1482–1526)

    - Ortenburg
      - Graf: Wolfgang I. (1490–1519)

    - Ostfriesland
      - Graf: Edzard I. (1491–1528)

    - Pfalz (Kurlinie siehe unter Kurfürstentümer)
      - Pfalz-Neuburg
        - Pfalzgraf: Ottheinrich (1505–1557) (bis 1522 unter Vormundschaft)
        - Pfalzgraf: Philipp der Streitbare (1505–1548) (bis 1522 unter Vormundschaft)
        - Regent: Friedrich von der Pfalz (1505–1522)

      - Pfalz-Simmern
        - Pfalzgraf: Johann II. der Jüngere (1509–1557)

      - Pfalz-Zweibrücken
        - Pfalzgraf: Alexander (1490–1514)
        - Pfalzgraf: Ludwig II. (1514–1532)

    - Pommern
      - Herzog: Bogislaw X. der Große (1474/1478–1523)

    - Sachsen (Albertiner)
      - Herzog: Georg der Bärtige (1500–1539)

    - Sachsen-Lauenburg (Askanier)
      - Herzog: Magnus I. (1507–1543)

    - Schleswig-Holstein (Schleswig gehörte nicht zum HRR, sondern war Teil Dänemarks)
      - herzoglicher Teil
        - Herzog: Friedrich I. (1482–1533) (1523–1533 König von Dänemark, 1524–1533 König von Norwegen)

      - königlicher Teil
        - Herzog: Christian II. (1513–1523) (1513–1523 König von Dänemark, 1513–1523 König von Norwegen, 1520–1523 König von Schweden)

    - Württemberg
      - Herzog: Ulrich (1498–1519, 1534–1550)
- Italienische Staaten
  - Ferrara, Modena und Reggio
    - Herzog: Alfonso I. d’Este (1505–1534)

  - Genua (1499–1528 unter französischer Herrschaft)
  - Kirchenstaat
    - Papst: Leo X. (1513–1521)

  - Mailand
    - Herzog: Massimiliano Sforza (1512–1515)

  - Mantua (Gonzaga)
    - Markgraf: Gianfrancesco II. Gonzaga (1484–1519)

  - Massa und Carrara
    - Markgraf: Antonio Alberico II. Malaspina (1481–1519)

  - Montferrat
    - Markgraf: Wilhelm XI. (1494–1518)

  - Neapel (1503–1707/14 zu Aragon bzw. Spanien)
    - König: Ferdinand II. von Aragón (1503–1516)
      - Vizekönig: Ramón de Cardona (1509–1522)

  - Piombino
    - Herr: Iacopo V. Appiani (1510–1545)

  - Saluzzo
    - Markgraf: Michael Anton (1504–1528)

  - Savoyen
    - Herzog: Karl III. (1504–1553)

  - Sizilien (1412–1713 zu Aragon bzw. Spanien)
    - König: Ferdinand II. von Aragón (1479–1516)
      - Vizekönig: Hugo de Moncada (1509–1517)

  - Urbino
    - Herzog: Francesco Maria I. della Rovere (1508–1516, 1521–1539)

  - Venedig
    - Doge: Leonardo Loredan (1501–1521)

- Johanniter-Ordensstaat auf Rhodos
  - Großmeister: Fabrizio del Carretto (1513–1521)

- Livland
  - Landmeister: Wolter von Plettenberg (1494–1535)

- Moldau
  - Fürst: Bogdan III. cel Orb (1504–1517)

- Monaco
  - Seigneur: Lucien (1505–1523)

- Montenegro
  - Fürst: Ivan II. Crnojević (1498–1515)

- Moskau
  - Großfürst: Wassili III. (1505–1533)

- Navarra
  - Königin: Katharina (1484–1517)
  - König: Johann III. d’Albret (1484–1516) (iure uxoris)

- Norwegen (1397–1523 Personalunion mit Dänemark und Schweden Kalmarer Union)
  - König: Christian II. (1513–1523)

- Osmanisches Reich
  - Sultan: Selim I. (1512–1520)

- Polen
  - König: Sigismund I. (1506–1548)

- Portugal
  - König: Manuel I. (1495–1521)

- Schottland
  - König: Jakob V. (1513–1542)

- Schweden (1397–1523 Personalunion mit Dänemark und Norwegen Kalmarer Union; 1501–1520 Herrschaft von schwedischen Reichsverwesern)
  - Reichsverweser: Sten Sture der Jüngere (1512–1520)

- Spanische Staaten
  - Aragon
    - König: Ferdinand II. (1479–1516) (1474–1504 König von Kastilien, 1506–1516 Regent von Kastilien, 1512–1516 König von Navarra, 1504–1516 König von Neapel)

  - Kastilien
    - Königin: Johanna die Wahsinnige (1504–1555)
    - Regent: Ferdinand II. von Aragón (1506–1516) (1474–1504 König von Kastilien, 1479–1516 König von Aragón und Sizilien, 1512–1516 König von Navarra, 1504–1516 König von Neapel)

  - Navarra
    - Königin: Katharina (1483–1517)
    - König: Johann III. (1484–1516) (de iure uxoris)

- Ungarn
  - König: Wladyslaw II. (1490–1516)

- Walachei
  - Fürst: Neagoe Basarab (1512–1521)